# زنومورف (بیگانه)
زنومورف (به انگلیسی: Xenomorph) که همچنین تحت نام‌های ایکس‌ایکس ۱۲۱ زنومورف، اینترنیسیوس رپتوس، یا به سادگی بیگانه و جانور شناخته می‌شود، یک گونه انگل‌واره فرازمینی خیالی است که به عنوان هماورد اصلی فرنچایز رسانه‌ای بیگانه و بیگانه علیه غارتگر به‌شمار می‌رود.
این نژاد برای اولین بار در فیلم بیگانه (۱۹۷۹) ظاهر شد و پس از آن یکبار دیگر در فیلم‌های دنباله شامل بیگانه‌ها (۱۹۸۶)، بیگانه ۳ (۱۹۹۲)، بیگانه: رستاخیز (۱۹۹۷) و بیگانه: رومولوس (۲۰۲۴) ظاهر شد. این گونه همچنین در سری فیلم‌های پیش‌درآمد، ابتدا با نسخه‌ای از نیای آن‌ها در پرومتئوس (۲۰۱۲) و شکل تکامل‌یافته‌تر در بیگانه: کاوننت (۲۰۱۷) و فیلم‌های کوتاه بیگانه: سد نفوذ، نمونه، شیفت شب، سنگ معدن، برداشت، و تنهایی در سال ۲۰۱۹ بازمی‌گردد. این شخصیت در فیلم‌های کراس‌اور بیگانه علیه غارتگر (۲۰۰۴)، بیگانه علیه غارتگر: آمرزش‌خوانی (۲۰۰۷)، و با جمجمه و دم یکی از موجودات به ترتیب و به‌طور خلاصه در غارتگر ۲ (۱۹۹۰)، غارتگران (۲۰۱۰)، غارتگر (۲۰۱۸) ظاهر شد، و همچنین به عنوان قهرمان اصلی داستان (به نام ۶) در بازی ویدئویی بیگانه علیه غارتگر (۲۰۱۰)، و در مجموعه تلویزیونی رو به انتشار شبکهٔ اف‌ایکس بیگانه: زمین (۲۰۲۵) بازخواهد گشت.
طراحی زنومورف به هنرمند سوررئالیسم سوئیسی اچ. آر. گیگر نسبت داده شده است، که از چاپ سنگی با عنوان نکرونوم ۴ سرچشمه گرفته و برای اولین فیلم در این سری، یعنی بیگانه، اصلاح شده است.